# Mabini (Davao de Ouro)
Mabini é um município de  segunda classe de renda municipal (d) na província Davao de Ouro, nas Filipinas. De acordo com o censo de 1 de maio  de  2020 possui uma população de 43 552 pessoas e 10 434 domicílios.